# За скелями
«За скелями» (англ. Beyond the Rocks) — американська кінодрама Сема Вуда 1922 року з Рудольфом Валентіно у головній ролі.

## Сюжет
Молода жінка одружується з старим мільйонером, а сама закохується в красивого дворянина на її медовому місяці.

## У ролях
- Рудольф Валентіно — лорд Гектор Бракондейл
- Глорія Суонсон — Феодора Фіцджеральд
- Едіт Чепман — леді Бракондейл
- Алек Б. Френсіс — капітан Фітцджеральд
- Роберт Болдер — Джош Браун
- Гертруда Естор — Морелла Вінмарлег
- Джун Елвідж — леді Анна Еннінгтон
- Мейбл Ван Бурен — Джейн Макбрайд
- Гелен Данбар — леді Ада Фіцджеральд